# هيلمر هيريرا
هيلمر هيريرا بيتراغو (بالإسبانية: Hélmer Herrera Buitrago)‏ (24 أغسطس 1951 - 6 نوفمبر 1998)، المعروف أيضا باسم "باتشو"، تاجر مخدرات كولومبي، والرابع في قيادة كارتل كالي، ويعتقد أنه ابن بنيامين هيريرا زوليتا.يكولون هو يحب ياكله